# Linea BMT Fifth Avenue
La linea BMT Fifth Avenue, chiamata anche Fifth Avenue Elevated o linea Fifth Avenue-Bay Ridge, era una linea sopraelevata situata a Brooklyn. La sezione sopra la Third Avenue era invece chiamata Third Avenue Elevated. Aperta a partire dal 1888, venne chiusa il 31 maggio 1940 e demolita tra ottobre e novembre 1941.